# Moirago
Moirago (Moiragh in dialetto milanese) è una frazione del comune italiano di Zibido San Giacomo posta a nordest del centro abitato, nelle immediate vicinanze di Rozzano. Ha costituito un comune autonomo fino al 1841.

## Storia
Moirago era un piccolo centro abitato del milanese di antica origine, e confinava con Gudo Gambaredo e Bazzanella a nord, Rozzano e Torriggio ad est, Basiglio e Badile a sud, e Zibido San Giacomo ad ovest. Al censimento del 1751 la località fece registrare 300 residenti, scesi a 293 nel 1771, e risultava sede di parrocchia.
In età napoleonica, nel 1805, la popolazione era scesa a 230 unità, e nel 1809 il municipio si allargò annettendo il territorio di Badile per un totale di 386 residenti, ma nel 1811 fu a sua volta soppresso ed incorporato a San Pietro Cusico; tutti i centri recuperarono comunque l'autonomia nel 1816, in seguito all'istituzione del Regno Lombardo-Veneto, seppur venendo spostati in Provincia di Pavia.
Furono in seguito gli stessi governanti tedeschi a riconoscere la necessità di una razionalizzazione della rete amministrativa della zona, e quindi il municipio fu definitivamente soppresso dagli austriaci il 23 gennaio 1841, venendo annesso alla vicina Vigonzino, a sua volta successivamente confluita nel territorio comunale di Zibido San Giacomo..

## Monumenti e luoghi d’interesse

### Architetture religiose
La Chiesa di San Vincenzo e Bernardo è sede di una parrocchia pluri-centenaria. 

## Infrastrutture e trasporti
Fra il 1880 e il 1936 la località ospitò una fermata della Tranvia Milano-Pavia.